# سولفوریل

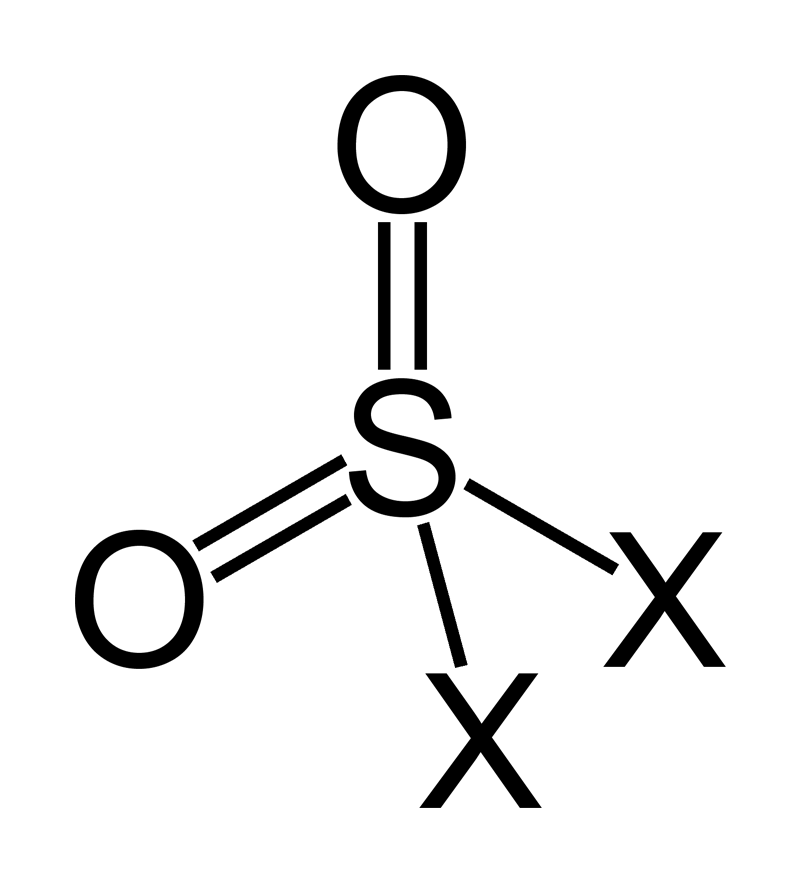
ساختار کلی گروه سولفوریل

سولفوریل‌ها(به انگلیسی: Sulfuryl) دسته‌ای از ترکیبات معدنی هستند که در آن یک اتم گوگرد با دو اتم اکسیژن پیوند داتيو برقرار کرده و به دو اتم از گروه هالوژن‌ها نیز متصل است و می‌توان آن‌ها را با فرمول کلی (O2SX2) نشان داد. سولفوریل کلرید, SO2Cl2 و سولفوریل فلورید, SO2F2 نمونه‌هایی از این ترکیبات هستند.
همچنین در شیمی آلی سولفونیل‌ها مانند این گروه عاملی هستند با این تفاوت که در سولفونیل‌ها به جای دو اتم هالوژن، دو زنجیره جانبی متصل می‌شود.